# Bazar Chorsu (Taszkent)

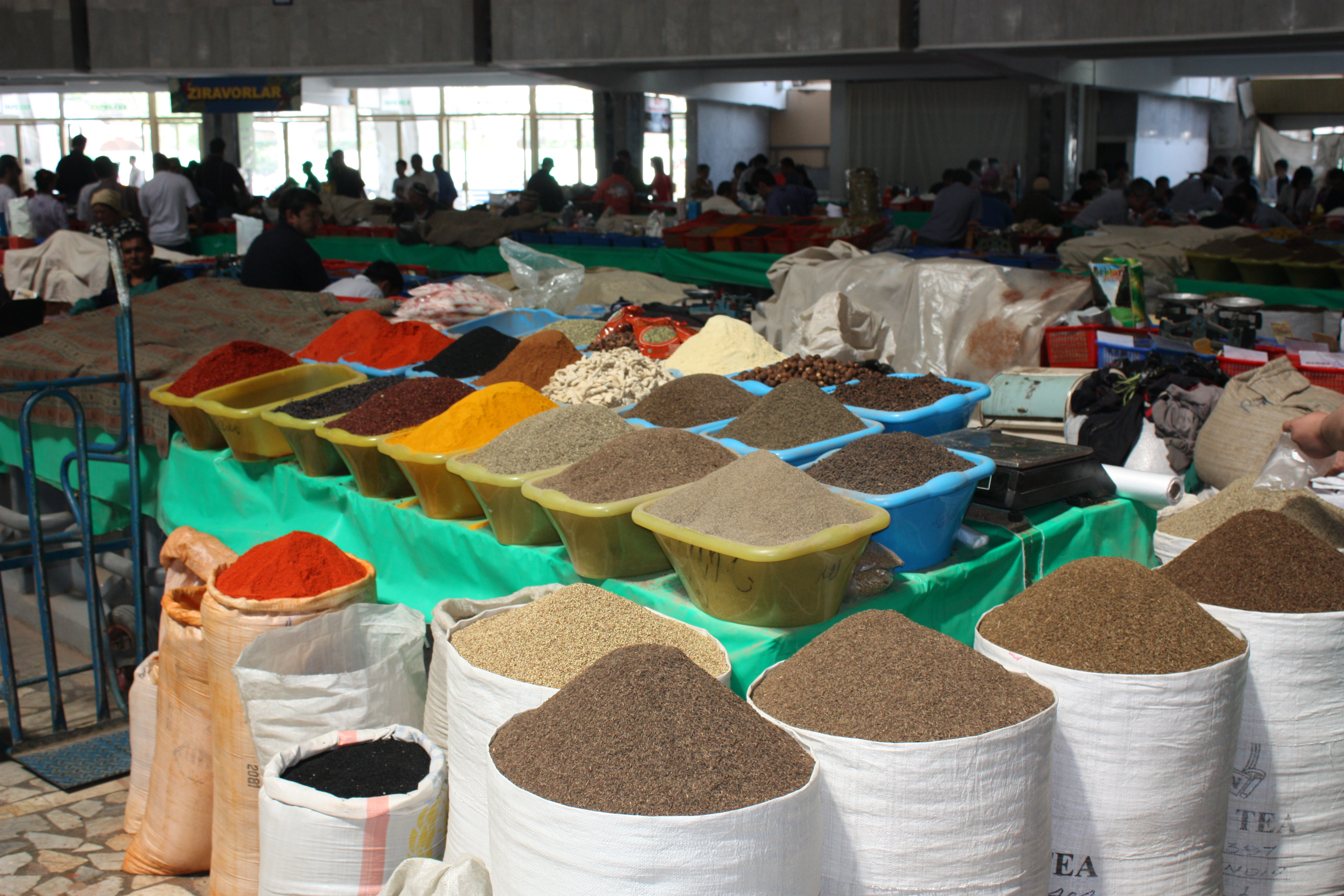
Stoisko z przyprawami

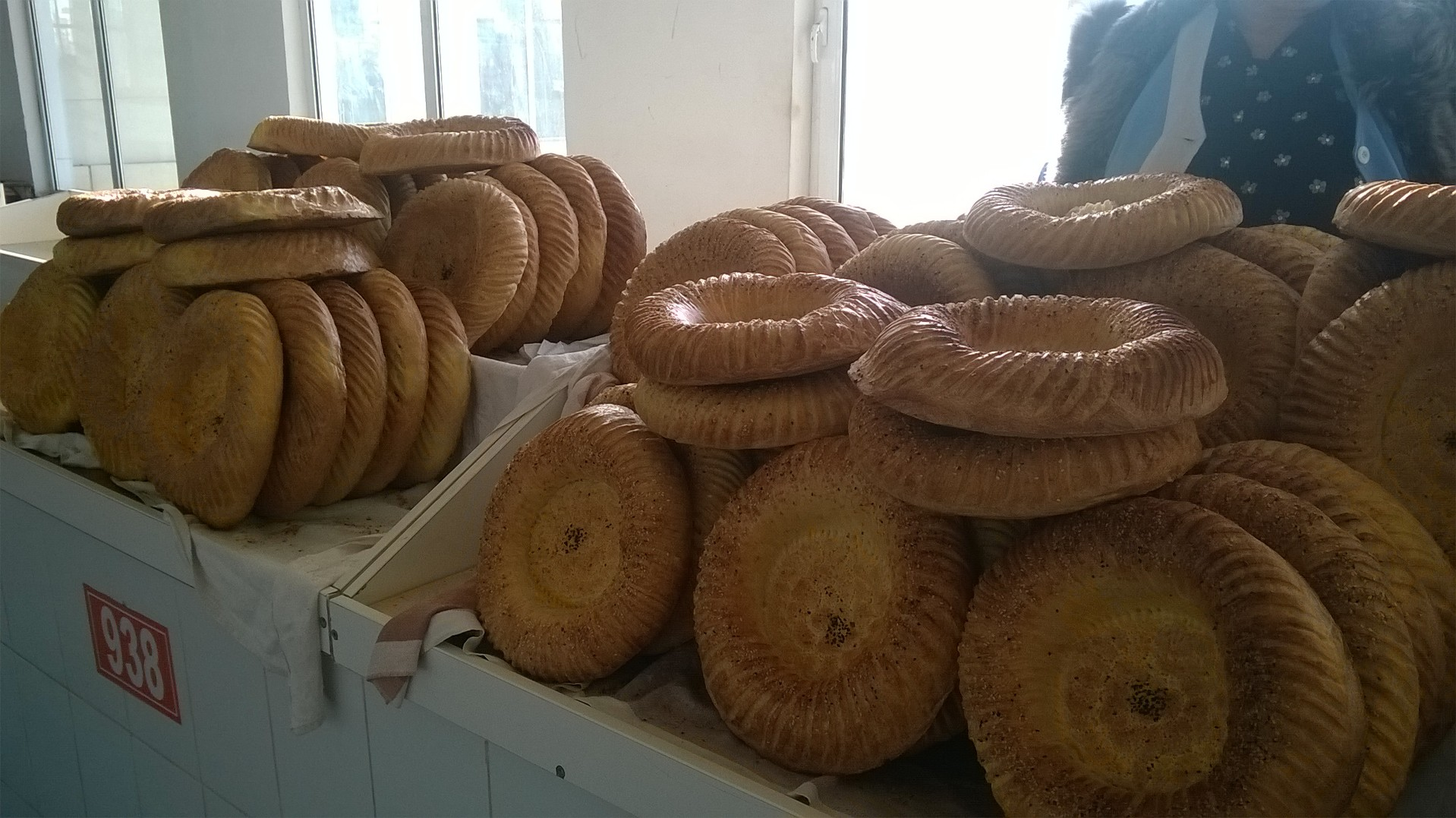
Lepioszka – tradycyjny uzbecki chleb, wypiekany w piecu tandoor

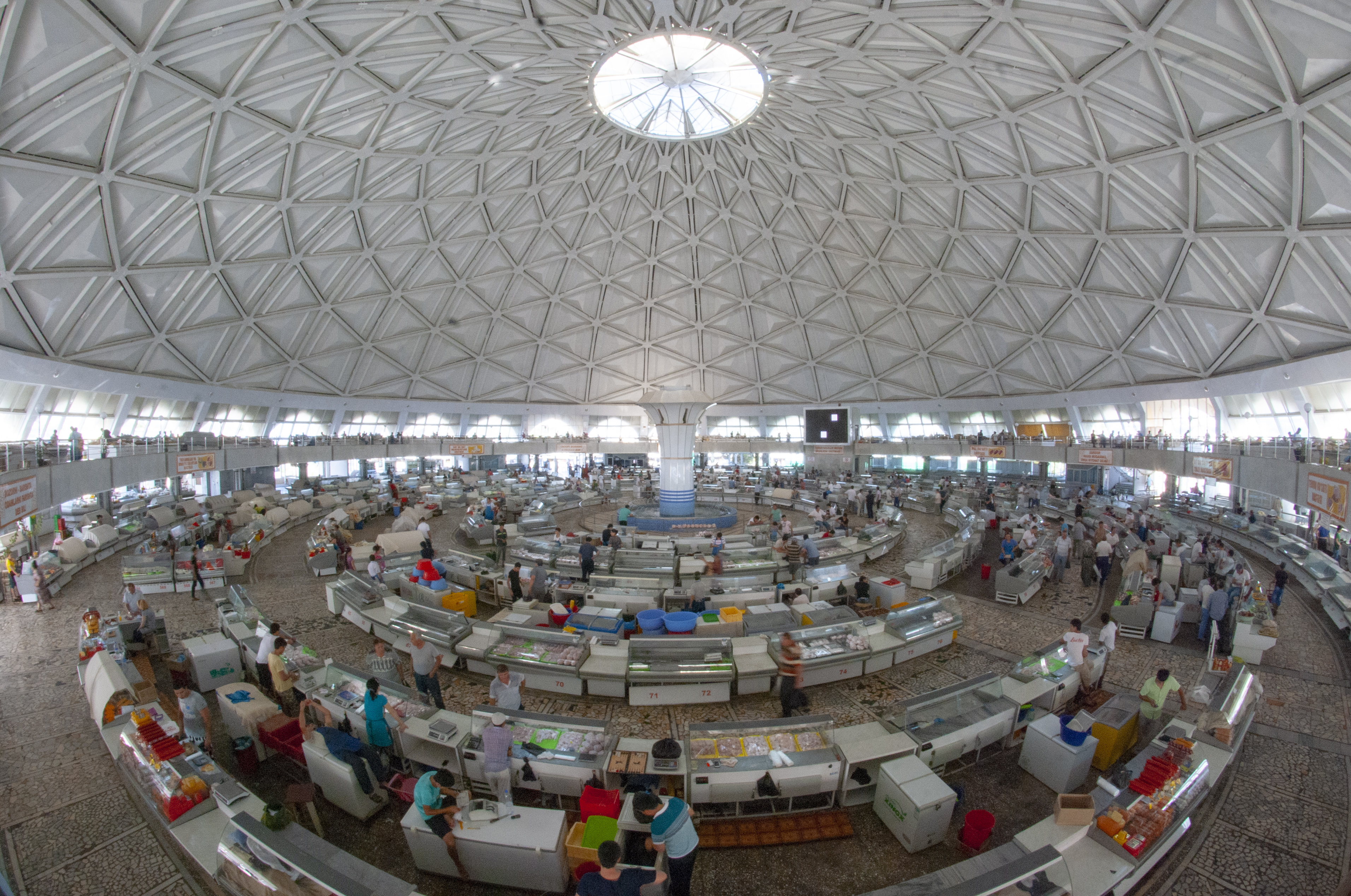
Bazar Chorsu - główny budynek w środku

Bazar Chorsu (uzb. Chorsu bozori) – jeden z najstarszych i największych bazarów Taszkentu i Azji Środkowej, mieści się w dzielnicy Stare Miasto (uzb. Eski shahar, ros. Staryj gorod). Bazar był znany już w średniowieczu i miał duże znaczenie handlowe, znajdując się bezpośrednio na Jedwabnym Szlaku. Chorsu w tłumaczeniu z języka perskiego oznacza „cztery drogi”.
Kopuła zdobiona niebieską mozaiką z ornamentem jest jednym z najbardziej rozpoznawalnych symboli Taszkentu.

## Historia
W latach 70. Taszkent stał się miejscem odważnych eksperymentów architektonicznych. Po wielkiej tragedii – trzęsieniu ziemi 26 kwietnia 1966 roku, które prawie całkowicie zniszczyło centralną część Taszkentu, miasto wymagało pilnej odbudowy; tak narodziło się zjawisko urbanistyczne, które niektórzy nazywają „Sejsmicznym Modernizmem”. Od tego momentu zaczęto wznosić budynki odporne na drgania tektoniczne, co pozwalało uchronić je przed zniszczeniami, spowodowanymi dość częstymi trzęsieniami ziemi, charakterystycznymi dla tego regionu.
Kompleks Chorsu składa się z budynku głównego i siedmiu budynków sąsiednich, także przykrytych kopułami.
Budynek główny ma trzy kondygnacje i jest przykryty wielką kopułą, o średnicy ok. 300 m.

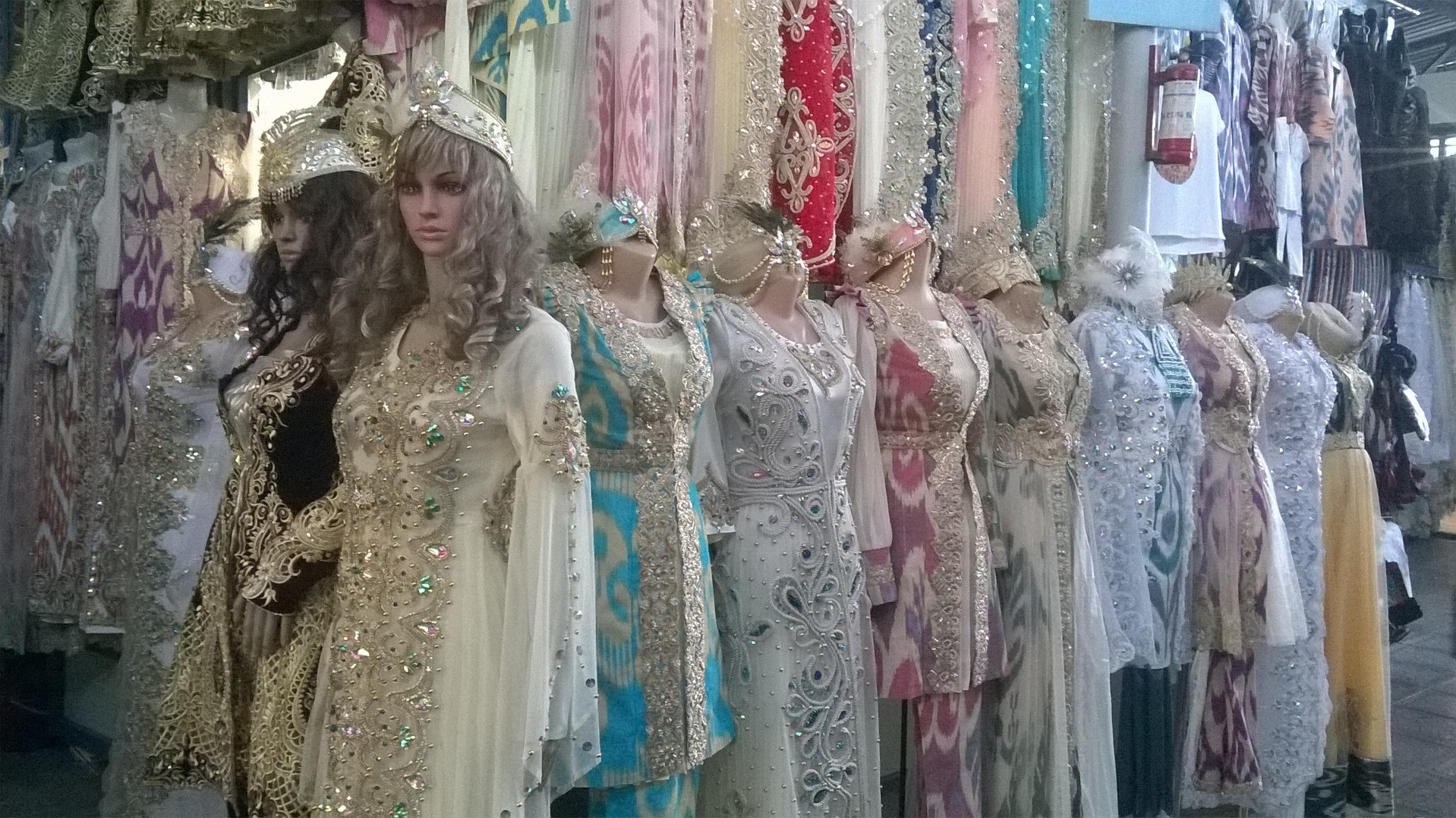
Kobiece ubrania wzorowane na uzbeckich strojach narodowych

Na najniższej kondygnacji znajdują się piwnice, korytarze i różne pomieszczenia gospodarcze. Na środkowym i górnym poziomie znajdują się stoiska handlowe, które są podzielone według rodzajów sprzedawanych towarów takich jak: owoce, warzywa, orzechy, orientalne słodycze, przyprawy, zboża, odzież i artykuły gospodarstwa domowego, które są sprzedawane w oddzielnych pawilonach obok.

## Asortyment

### Jedzenie
Na tradycyjny asortyment Chorsu, składają się lokalne sezonowe owoce i warzywa, zioła, mięso i produkty mleczne (katyk – kwaśne mleko, kefir, twarożek i kurt – kulki twarogowe), przyprawy (czerwony i czarny pieprz, kminek, cynamon, gałka muszkatołowa, szafran, kardamon, goździki, kolendra, kurkuma i suszone pomidory).
Na drugim poziomie bazaru Chorsu można kupić suszone owoce (suszone morele, rodzynki, suszone śliwki), różne rodzaje orzechów i tradycyjne orientalne słodycze (nawat, parwarda, orzeszki w cukrze, kolorowe rodzynki, słone pestki moreli).
Obok głównego budynku znajdują się liczne stragany na otwartym powietrzu, na których można skosztować różnych potraw kuchni uzbeckiej takich jak: naryn, szaszłyk z wątroby jagnięcej, uzbecki pilaw, samsa.

### Warsztaty
Na bazarze także są liczne warsztaty, w których na oczach kupujących rzemieślnicy ręcznie wyrabiają rozmaite przedmioty: instrumenty muzyczne, tace, dekoracyjne pudełka. Można tu również kupić uzbecki czapan, tiubietiejki, torebki i kosmetyczki, ręcznie haftowane złotymi nićmi oraz ręcznie wykonaną biżuterię ze złota i srebra, tradycyjne stroje uzbeckie, dywany i pamiątki.